# Січна

Січна́ (англ. secant, transversal) — пряма, яка (локально) перетинає криву в двох точках. Хорда — відрізок січної, розташований між точками перетину з кривою.